# Réserve nationale Pingüino de Humboldt
La réserve nationale Pingüino de Humboldt (espagnol : Reserva nacional Pingüino de Humboldt) est une réserve naturelle dont le territoire est réparti sur trois îles : Chañaral, Choros et Damas, situées à la limite entre la région d'Atacama et la région de Coquimbo, au Chili. La réserve se trouve à quelque 100 kilomètres au nord de La Serena dans la région de Coquimbo et possède une superficie totale de 888,68 hectares.
Depuis la pointe de Choros, il est possible de s'embarquer à destination de l'île Damas. Pendant le trajet, le voyageur peut apercevoir sur l'île Choros, las Loberas, des colonies de lions de mer, ainsi qu'une avifaune diversifiée, et en particulier des manchots de Humboldt, qui ont donné leur nom à la réserve. Il est également possible d'observer des Tursiops à proximité des embarcations.
Il est interdit que les embarcations restent plus de 15 minutes à proximité des dauphins afin de ne pas les stresser.
Les habitants du secteur peuvent également observer des baleines, à la fin du mois de février et au début du mois de mars, autour de l'île Chañaral.
La réserve nationale fait partie du Système national des aires protégées du Chili (Sistema Nacional de Áreas Silvestres Protegidas del Estado de Chile), administré par la Corporación Nacional Forestal (Conaf).

## Île Choros
En 2013, la Société nationale chilienne des forêts (CONAF), en collaboration avec Island Conservation, a éradiqué les lapins envahissants de l'île Choros, bénéficiant ainsi au manchot de Humboldt, du Puffinure de Garnot du Pérou et au secteur de l'écotourisme local,. Depuis 2014, le retour de groupes d'Alstroemeria philippii et l'augmentation des Puffinures de Garnot du Pérou à la recherche de terriers ont marqué un retour à la santé écologique. En 2018, les partenaires ont déclaré que l'éradication des lapins envahissants de la réserve nationale du manchot de Humboldt avait été une réussite.